# Pietro Fanciulli

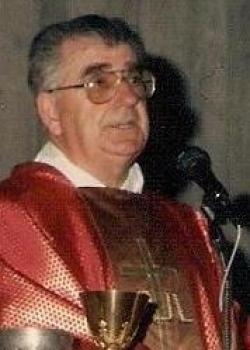
Mons. Pietro Fanciulli

Pietro Fanciulli (Porto Santo Stefano, 29 giugno 1920 – Orbetello, 30 dicembre 2012) è stato un presbitero, matematico e letterato italiano.

## Attività

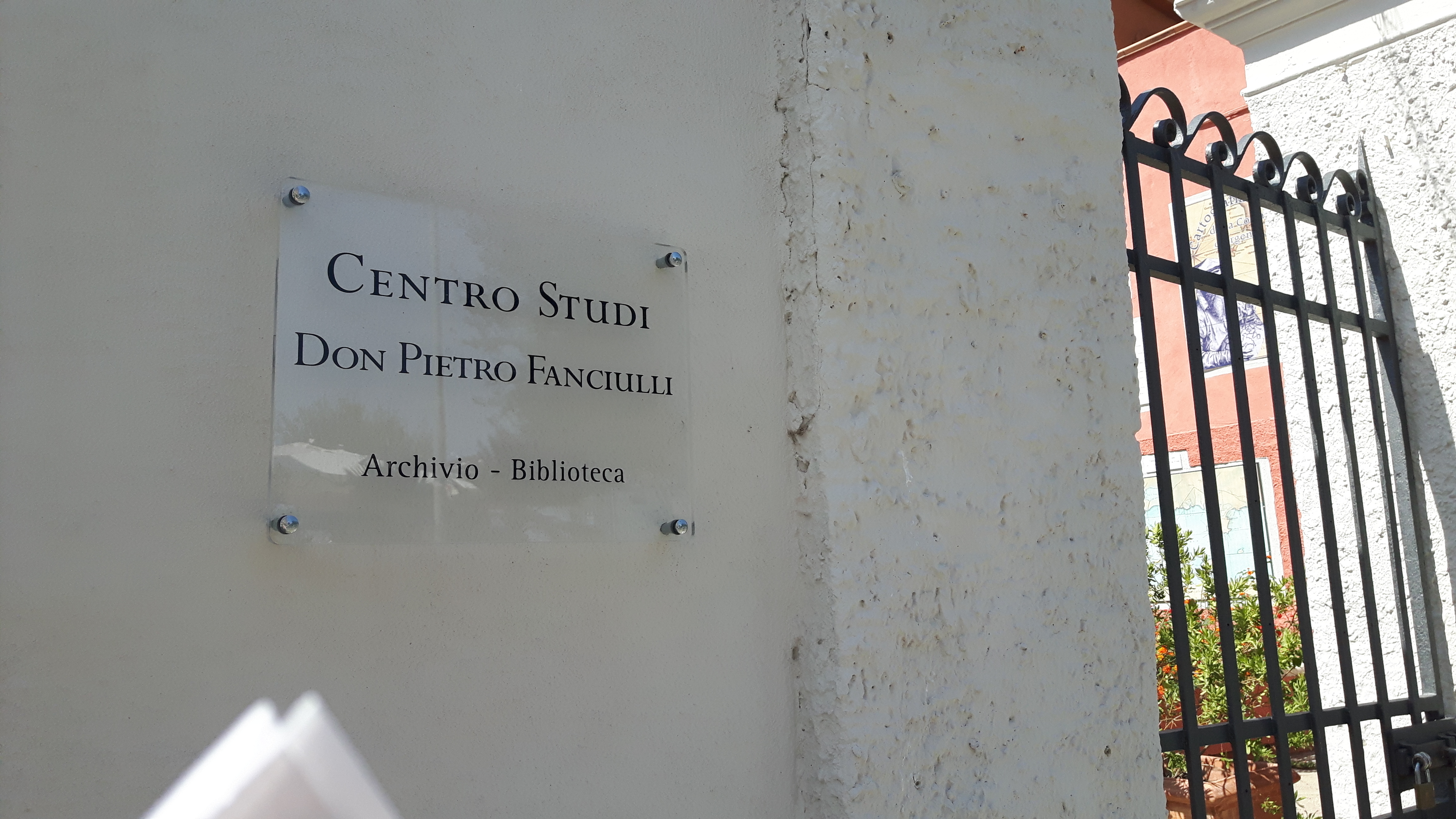
Cento Studi Don Pietro Fanciulli di Porto Santo Stefano

Ha svolto il suo ministero a Porto Santo Stefano in provincia di Grosseto. Ha saputo conciliare l'attività sacerdotale con la particolare inclinazione naturale all'insegnamento e alla ricerca.
È conosciuto a livello internazionale per i suoi studi e ricerche di matematica. Figura tra i solutori di concorsi matematici in riviste specializzate come European Mathematical Society-News. Al suo nome sono ascritti teoremi di geometria analitica e di analisi matematica.
I suoi scritti spaziano dalla matematica all'archeologia, dalla botanica al latino, dalla storia alla zoologia, dall'antropologia alla glottologia, alla linguistica, alla narrativa. È stato per molti anni collaboratore di Tristano Bolelli, direttore dell'Istituto di glottologia dell'università di Pisa, con cui ha realizzato il Vocabolario di Monte Argentario e Isola del Giglio. Fu onorato dell'amicizia di Francesco Giacomo Tricomi, dell'università di Torino, il quale gli affidò la revisione dei suoi testi.
Si è dedicato alla promozione turistica dell'Argentario e della Toscana meridionale. In campo umanistico è stato cultore di lingua etrusca e latina. È stato parroco per otto anni della comunità di Porto Santo Stefano, in concomitanza con Angelo Comastri.
Ha ricoperto numerose cariche, tra le quali: cappellano di Sua Santità; direttore dell'archivio Abbaziale delle Tre Fontane di Orbetello; cappellano cavaliere dell'Ordine del Santo Sepolcro di Gerusalemme.
È stato membro della American Mathematical Society, della Real Sociedad Espanola de Matemáticas, dell'Unione Matematica Italiana, della European Mathematical Society e della Fibonacci Association, specializzata nella teoria dei numeri.
Il Comune di Monte Argentario, nel 2015 ha aperto il Centro Studi Don Pietro Fanciulli di Porto Santo Stefano, dove verrà custodito l'immenso patrimonio del letterato.

## Scritti

### Matematica
- Generalizacion de un teorema sobre dos elipses tangentes, Euclides, Revista de Ciencias, vol. 180 Madrid, 1958.
- Integral notable para la plurisecciòn de los arcos hiperbolicos, Euclides, vol.200, Madrid, 1960.
- Sobres dos elipses circunscritas a un triangulo de centro en los e x centros, Gaceta Matematica, Instituto de investigaciones Cientificas, Madrid, tomo XIV, 1962.
- Logica matematica – Teoria degli insiemi, testo delle lezioni del corso di matematica moderna per insegnanti elementari, Grosseto, 1970.
- Ricerca del fattore razionalizzante in espressioni irrazionali d'indice n > 2 col metodo dei coefficienti indeterminati, Annuario 1964-1970, Istituto Tecnico Nautico Porto Santo Stefano, Pitigliano, 1971.
- Semiotica, Semantica, e Sintassi del linguaggio matematico, Quaderno N°13 dei rendiconti di matematica, Istituto G. Castelnuovo, Università di Roma, a. acc. 1970-71.
- La formula risolutiva dell'equazione di secondo grado, nota didattica dimostrativa sopra un nuovo metodo, Angolo Acuto, N. 2-4, Firenze, 1971.
- Serie numeriche e coefficienti binomiali, Quaderni di Matematica, Istituto Tecnico Nautico Porto Santo Stefano, Genova, 1978.
- Scomposizione del trinomio ax2 + bx + c con a >1 – Nuovo metodo dimostrativo e applicazioni pratiche, Angolo Acuto, n. 3-4, Firenze 1978.
- Generalizzazione del teorema di Ruffini – Resto della divisione di due polinomi qualunque e algoritmo per ottenere il resto, Pro manuscripto, numero di esemplari limitati, 1979-80.

### Linguistica
- Il linguaggio dei marinai dell'Argentario, Premio letterario Monte Argentario, 1965.
- Epigrafia spagnola nelle chiese dell'antico Stato dei Presidi, Toscana sud, ATLA, Pitigliano, 1970.
- Le origini storiche ed etniche di Porto Santo Stefano, Pitigliano, 1970.
- Reliquie di lingua castigliana nell'odierno dialetto di Porto Santo Stefano, ATLA, Pitigliano, 1980.
- Vocabolario di Monte Argentario e Isola del Giglio, Giardini, Pisa, 1987.
- La Contea di Pitigliano e Sorano nelle carte degli archivi spagnoli di Simences e Madrid e dell'archivio di stato di Firenze, ATLA, Pitigliano, 1991.
- Storia documentaria dei Reali Presidios di Toscana, Laurum Editrice, Pitigliano, 1999-2000.
- Lettere dall'aldilà, Pitigliano, 2002.